# Fernando Schmidt
Fernando Roth Schmidt (Salvador, 25 de abril de 1944 – Salvador, 4 de maio de 2020) foi um político, advogado, dirigente esportivo e professor universitário brasileiro.
Schmidt foi ministro interino do Trabalho e Emprego no governo Luiz Inácio Lula da Silva, de 31 de julho a 6 de agosto de 2003. Era judeu e, além do cargo de ministro, foi vereador de Salvador e Secretário do Governo da Bahia.
Ficou conhecido também por ter sido presidente do Esporte Clube Bahia entre 1975 a 1979. Após um período de intervenção judicial, retornou, em 7 de setembro de 2013, por meio de eleições diretas, ao cargo máximo do clube nordestino, exercendo-o até dezembro de 2014. Tornou-se, assim, o primeiro presidente tricolor escolhido por eleições diretas.

## Morte
Fernando Schmidt morreu no dia 4 de maio de 2020, no Hospital Jorge Valente, em Salvador, onde estava internado desde o dia 23 de abril.